# Syncirsodes
Syncirsodes är ett släkte av fjärilar. Syncirsodes ingår i familjen mätare.
Kladogram enligt Catalogue of Life:
| Syncirsodes | \| \| Syncirsodes lucida \| \| \| \| \| \| Syncirsodes straminea \| \| \| \| |
|             | \| \| Syncirsodes lucida \| \| \| \| \| \| Syncirsodes straminea \| \| \| \| |
|             | Syncirsodes lucida                                                           |
|             |                                                                              |
|             | Syncirsodes straminea                                                        |
|             |                                                                              |